# Leslie Mark Hughes
Leslie Mark Hughes (Ruabon, Wrexham, Gal·les, 1 de novembre del 1963) és un exfutbolista i actual entrenador de futbol gal·lès.

## Trajectòria
Format al Manchester United, l'estiu de 1986 es va incorporar al FC Barcelona, entrenat per Terry Venables. El Barça va pagar 425 milions de pessetes i va signar el jugador per 8 temporades. Després d'un any al primer equip blaugrana, on va acabar deixant la seva fitxa federativa a Steve Archibald (que havia començat la temporada lesionat i no havia estat inscrit), a mitjans de la segona temporada va ser cedit al Bayern de Munic. L'estiu del 1988 va tornar al United anglès, país on va fer la resta de la seva carrera com jugador, que va acabar el 2002 al Blackburn Rovers.
A més de compatibilitzar els últims anys en actiu com a jugador i entrenador de la selecció gal·lesa, també a Anglaterra ha desenvolupat la seva carrera com entrenador: dues temporades després de retirar-se, va tornar al seu últim equip, el Blackburn Rovers, per dirigir-lo des de la banqueta.

## Palmarès
Membre de l'English Football Hall of Fame

### Manchester United FC
- FA Premier League (2) : 1992–93 i 1993–94
- FA Cup (3): 1984–85, 1989–90 i 1993–94
- Copa de la Lliga anglesa de futbol (1): 1991–92
- F.A. Charity Shield (2): 1993, 1994
- Recopa d'Europa: 1991
- Supercopa d'Europa: 1991

### Chelsea FC
- FA Cup (1): 1996–97
- Copa de la Lliga anglesa de futbol (1): 1997–98
- Recopa d'Europa (1): 1997–98

### Blackburn Rovers FC
- Copa de la Lliga anglesa de futbol (1): 2001–02